# Trentepohlia (Mongoma) walshiana
Trentepohlia (Mongoma) walshiana is een tweevleugelige uit de familie steltmuggen (Limoniidae). De soort komt voor in het Oriëntaals gebied.